# Калым
Калы́м, или калын (тюрк. qalım — букв. «плата за невесту») — плата; выкуп, уплачивавшийся первоначально роду, позднее — родителям или родственникам невесты; разновидность калыма — отработка за невесту. Согласно устаревшим к настоящему времени представлениям эволюционистов XIX в., калым возник в период разложения материнского рода и смены матрилокального брака патрилокальным браком. Калым являлся компенсацией роду невесты за потерю женщины-работницы и имущества, которое она уносила в род мужа. По современным представлениям калым наравне с приданым являлся вкладом двух родов в формирование общего имущества будущей семьи. Был распространён у многих племён и народов мира, в настоящее время в цивилизованных странах сохраняется только в виде ритуализированной инсценировки. Коммунистические идеологи критиковали калым, указывая на то, что большой размер калыма затруднял вступление в брак мужчинам-беднякам. В прошлом калым существовал у некоторых народов Средней Азии, Казахстана, Сибири и Кавказа.

## Калым в начале XX века
В Кыргыстане, тогда называвшемся Киргизской АССР, калым был отменён 28 декабря 1920 года. Обоснованием было: 
К числу таких пережитков относится калым, унижающий честь и достоинство киргизской женщины и превращающий её в рабыню. Калым способствует закреплению власти богатеев, ставя вопрос о браке в зависимость от материального положения человека. В свободной социалистической республике Советов не может быть места сохранению этого института, насилующего волю и чувство безответной киргизской женщины.
 За нарушение вводилось наказание в виде конфискации скота или прочего калымного имущества в двойном размере и лишение свободы для обеих сторон сроком до 1 года.

## Калым в Российской империи
Корни этого обычая кроются в особенностях древнего общественного быта (см. Выкуп невесты), и факт существования его в ту или иную эпоху может быть установлен для всех народов, не исключая и славян (см. Вено). По мере того, как другие формы заключения брака вытесняли у того или другого народа покупку невест, выкуп сводился к одному лишь символическому обряду. Так, в малорусской свадьбе символический обряд выкупа невесты играет едва ли не первостепенную роль (ст. Охримович в «Этнографическом обозрении» 1891 г., № 4). В восточной губернии сохранился и сам обычай уплаты калыма под именем кладки, запроса, настола, столовых денег, поневестных; но деньги эти обыкновенно идут на приданое и на свадьбу. Первоначально калым обращался в исключительную пользу родителей или родственников невесты, затем он стал делиться между ними и самой невестой и наконец, поступал в полную собственность последней.
У различных народов России существуют все эти три формы. Так, у бурят калым поступает всецело в пользу родителей невесты. У башкир часть калыма принадлежит невесте, которая может вытребовать его судом, но обыкновенно принято оставлять его отцу. У ахалцихских армян калым (хаасен) всецело обращается на приданое невесте. Обычай продажи невесты распространен среди некоторых горских племен Кавказа, где плата за невесту называется у черкесов калым, у осетин — ирад (осет. ирæд), у ингилойцев — мелче, у аварских горцев — могори. Вопрос о размерах калыма имел здесь большое значение, так как при чрезмерной высоте его многие вынуждены прибегать к тайному и насильственному увозу женщин, а это при господстве обычая кровной мести частью влечет за собою кровавые столкновения между целыми родами.
Поэтому общественные власти стремились установить максимальный размер калыма. Так, в 1866 году во Владикавказе собрались представители трёх сословий Северной Осетии и установили норму калыма в 200 рублей; в 1879 году ингушские старейшины общественным приговором назначили максимальную норму калыма в 105 рублей, а равно определили размеры свадебных угощений и постановили подвергать штрафам родителей невесты, принявших по уплате калыма какие бы то ни было подарки. В Осетии таугарцы платили родителям невесты только 100 рублей, а другие 100 рублей родители, согласно постановлению шариата, записывали в пользу невесты в накях (брачный контракт), чтобы в случае развода она могла получить эти деньги в свою полную собственность. Другие осетины-мусульмане записывали в накях только 50 рублей, у осетин-христиан родители брали весь выкуп в свою пользу. У дагестанских горцев, лезгин, салатавцев, андийцев, койсобулинцев, дидойцев и др. калым или совершенно пал, будучи заменен кебин-хакком, то есть брачным договором, которым жених обеспечивает невесту на случай своей смерти или развода, или же дошёл до минимальной цифры (20 фунтов пшеницы, 1 рубль денег и т. п.), при которой акт платежа калыма имеет уже скорее характер символического обряда.
У башкир калым существовал до принятия ими ислама. В состав калыма входили скот, деньги, украшения, ткани, хозяйственный и бытовые предметы. В XIX веке преобладал денежный калым. Размер калыма зависел от социального и материального положения сторон и составлял от 150 до 1500 рублей. Для совершения бракосочетания достаточно было внести определённую часть калыма, оговоренную при сватовстве и необходимую для проведения свадьбы (скот для свадебного угощения, свадебная одежда для невесты, подарки). До уплаты всей суммы калыма невеста (жена) оставалась в доме отца. По обоюдному согласию сторон муж мог забрать жену к себе по уплате половины калыма. Иногда отец мог вернуть свою дочь до полной уплаты калыма. В свадебной церемонии с передачей калымного скота связан особый обряд (ҡaлын алыу, ҡapшы туй, ҡaлын алырга барыу). Его проводили в доме жениха после бракосочетания и главных свадебных торжеств (в С.-В. и В. Башкирии и в Зауралье до бракосочетания, через 15-20 дней или 2-3 месяцев после брачного сговора). По ритуалу родственники невесты должны были поймать калымный скот (ҡaлым малы), уплатить выкуп за каждую голову полученного скота и др. В несостоятельных семьях практиковалась отработка калыма в хозяйстве будущего тестя или тёщи. Калым у башкир бытовал и в начале XX века.

## Государственный калым в Туркменистане
С 2001 по 2005 год согласно постановлению "О государственном калыме", иностранцы пожелавшие жениться на гражданке Туркменистана, были обязаны заплатить государству 50 000 долларов США. Необходимость выплаты  объяснялась властями тем, что эта мера позволит гарантировать детям материальную помощь от заключаемого брака в случае развода их родителей. 

## Калым и махр
На постсоветском пространстве махр ошибочно отождествляется с калы́мом. В отличие от калыма, выплачиваемого семье жены и представляющего собой выкуп за невесту, махр выплачивается мужем непосредственно жене и становится частью её законной собственности.